# Darren Keet
Darren Keet (Città del Capo, 5 agosto 1989) è un calciatore sudafricano, portiere del Cape Town City e della nazionale sudafricana.

## Carriera

### Nazionale
Ha partecipato ai Mondiali Under-20 del 2009.
Ha esordito in nazionale nel 2013.

## Palmarès

### Club

#### Competizioni nazionali
- Coppa del Sudafrica: 1

Bidvest Wits: 2009-2010